# 象不象？
《象不象？》是一部中国上海美术电影制片厂制作的动画短片，根据连环画《不象“象”》改编而成。于1978年上映。

## 剧情简介
老师带领小朋友们游览动物园，在给小朋友们介绍大象的时候，一个叫小明的小朋友没有专心听讲，离开队伍去一旁看猴子杂耍。即将离开动物园时，老师要求每个人回家后画一张大象的画，第二天上交。不专心的小明没有记清大象的长相，将大象画成了身子似象、头和四肢像猴的怪物。最后，在老师的执导下，小明终于将大象画对。